# Walter Zschunke
Walter Zschunke (* 4. Februar 1913 in Kottmarsdorf; † 24. Oktober 1985 in Berlin) war ein deutscher Maler und Grafiker.

## Leben und Werk
Zschunke machte von 1927 bis 1930 eine Lehre als Dekorationsmaler und bildete sich autodidaktisch künstlerisch weiter. Nach dem Kriegsdienst und der Kriegsgefangenschaft ging er nach Berlin. Dort studierte von 1947 bis 1949 an der Käthe-Kollwitz-Kunstschule. Danach ging er nach Schwerin, wo er 1951 bis 1952 Leiter der Grafischen Landeswerkstätten war. Anschließend arbeitete er bis 1968 als freischaffender Maler und Grafiker. 1952 erhielt er eine Berufung an die Berliner Grafischen Werkstätten. Im Rahmen des Ausbaus der Gemeinde Mestlin zu einem „sozialistischen Musterdorf“ entwarf Zschunke um 1957 Bleiglasfenster für das Kulturhaus des Ortes und gestaltete er ein Sgraffito-Bild an der Schule.
In seiner künstlerischen Arbeit näherte sich Zschunke Anfang der 1960er Jahre der Idee der „Neuen Sachlichkeit“ an. Er unternahm eine Vielzahl von Studienreisen in das „sozialistische Ausland“, u. a. 1963 mit Otto Schutzmeister in die Sowjetunion. Häufig fuhr er zum Malen auf den Darß und an die Küste der Ostsee bis Rügen.
Zschunke war auf internationalen und nationalen Ausstellungen vertreten, u. a. von 1958 bis 1968 auf der Vierten bis VI. Deutschen Kunstausstellung in Dresden. Er erfuhr in der DDR und im Ausland Ehrung und Anerkennung, u. a. erhielt er den Fritz-Reuter-Kunstpreis des Rates des Bezirkes Schwerin.
1968 zog Zschunke nach Berlin und arbeitete seitdem als Verbandsfunktionär. Damit ging auch die Phase seines höchsten kreativen Schaffens zu Ende.
Zschunke starb nach schwerer Krankheit.

## Werke (Auswahl)

### Tafelbilder (Auswahl)
- Das alte Dorf (Öl; ausgestellt 1962/1963 auf der Fünften Deutschen Kunstausstellung)[3]
- Ostseefischer (Öl; 1963/64; im Bestand des Kunstarchivs Beeskow)[4]

### Druckgrafik (Auswahl)
- Wir mahnen zum Frieden! (Plakatentwurf; Lithografie, 1949)[5]
- Unser Neubauernhaus (Plakatentwurf; Lithografie; 1951)[5]
- Bodenreform (Holzschnitt; ausgestellt 1958/1959 auf der Vierten Deutschen Kunstausstellung)[6]
- Fischerkopf (Lithografie; ausgestellt 1958/1959 auf der Vierten Deutschen Kunstausstellung)[7]

## Einzelausstellungen (Auswahl)
- 1958: Wanderausstellung im Bezirk Rostock

- 1959: Schwerin, Staatliches Museum („Reisebilder aus der Sowjetunion“)
- 2010: Dabel, Mecklenburg Kunst Galerie